# Marco Wanderwitz
Marco Wanderwitz (Chemnitz, 10 ottobre 1975) è un politico tedesco.
È il rappresentante delle politiche dei media e culturali del partito parlamentare CDU/CSU nel Bundestag tedesco.

## Vita personale e professionale
Dopo essersi diplomato alle scuole superiori nel 1994, Wanderwitz svolse il servizio militare. Nel 1995 completò gli studi di Legge all'Università Tecnica di Dresda e successivamente nel 2000 completò gli studi all'Università di Potsdam, dove svolse il primo esame di Stato. Dopo il lavoro di impiegato legale, nel 2002 passò il secondo esame di Stato. Dal maggio del 2003 è avvocato nella città di Lipsia.
Marco Wanderwitz è sposato e ha tre figli. Dal 2018 ha una relazione con la politica Yvonne Magwas.

## Partito
Wanderwitz aderì alla Junge Union nel 1990 ed al partito CDU nel 1998. È presidente del dipartimento distrettuale del CDU a Zwickau e fa parte del consiglio del gruppo di protesta lavorativo a Chemnitz/distretto Chemnitz e della associazione di politica locale di Chemnitz-Mittweida-Zwickau.

## Membro del Parlamento
Dal 2004 Wanderwitz fa parte del Consiglio Cittadino del distretto principale di Hohenstein-Ernstthal. Dal 2002 è un membro del Bundestag tedesco. Successivamente ha svolto il ruolo di Vice Presidente dal 2002 fino al 2005, quando venne eletto nel dicembre 2005 Presidente del gruppo giovanile nel gruppo parlamentare del CDU/CSU.
Marco Wanderwitz è entrato nel Bundestag tedesco sempre direttamente attraverso candidature alle elezioni politiche. Alle elezioni federali del 2005 ottenne il 37,5% delle preferenze. È stato candidato anche dal partito CDU per le elezioni federali del distretto Chemnitzer Umland/Erzgebirgskreis II nel 2009, quando ottenne il 41,2% delle preferenze alle elezioni generali del 2009. Dal 2002 fino al gennaio del 2014 Wanderwitz è stato Presidente del Gruppo Giovanile della frazione parlamentare CDU/CSU.
Dal gennaio 2014 è il presidente del gruppo di lavoro per i media e la cultura e quindi il rappresentante delle politiche media e culturali del gruppo. Ha preso parte alle Commissioni degli Affari Legali e della Protezione Consumatori, in entrambi i casi come membro a pieno titolo.

## Posizione politica e opinioni
Nel contesto della crisi economica della Grecia Wanderwitz dichiarò in un'intervista del 4 marzo 2010 pubblicata dal quotidiano austriaco Der Standard ed intitolata Gebt her eure Inseln (letteralmente "Date via le vostre isole") che la Grecia potrebbe privatizzare le isole se il Paese non fosse in grado di seguire i propri obblighi.
Nell'estate del 2010 dichiarò che i cittadini in condizione di malnutrizione dovrebbero essere più coinvolti nel finanziamento dell'assicurazione sanitaria perché in questo modo avrebbero una consapevolezza maggiore dei costi.
Nel febbraio 2012 propose maggiori contributi per la sicurezza sociale per alleviare le famiglie senza figli.